# 勞拉山脈
勞拉山脈（西班牙語：Cordillera Raura），是秘魯的山脈，屬於安第斯山脈的一部分，橫跨瓦努科大區、利馬大區和帕斯科大區，處於瓦伊瓦什山脈東南面，全長約20公里，最高點海拔高度5,717米。